# Zach Johnson
Zachary Harris "Zach" Johnson (født 24. februar 1976 i Iowa City, Iowa, USA) er en amerikansk golfspiller, der (pr. september 2010) står noteret for syv sejre på PGA Touren. Hans bedste resultater i Major-turneringer er hans sejre ved US Masters i 2007 og The Open Championship på St. Andrews i 2015.
I 2006 repræsenterede Johnson det amerikanske hold ved Ryder Cupen, men måtte dog acceptere et nederlag til Europa.